# لورا كير
لورا كير (بالإنجليزية: Laura Kerr)‏ هي كاتِبة وكاتبة سيناريو أمريكية، ولدت في 1902، وتوفيت في 5 مايو 1991.

## روابط خارجية
- لورا كير على موقع IMDb (الإنجليزية)
- لورا كير على موقع قاعدة بيانات الفيلم (الإنجليزية)